# AR∀GO
AR∀GO (アラゴ -ロンドン市警特殊犯罪捜査官-?, ARAGO - London shikei tokushu hanzai sōsakan) è un manga di Takahiro Arai, già autore della riproposizione a fumetti della Saga di Darren Shan. Composto da nove volumi, è stato pubblicato per la prima volta in Giappone da Shōgakukan, dal 22 dicembre 2009 al 21 settembre 2011.
In Italia i diritti sono stati acquisiti da Edizioni BD sotto l'etichetta J-Pop, come reso noto durante Lucca Comics & Games 2011, e l'ha pubblicata dal 22 settembre 2012 al 20 luglio 2013, con cadenza mensile.

## Trama
La storia si svolge a Londra e ruota attorno a due fratelli, Arago ed Ewan Hunt, la cui tranquilla vita di bambini viene distrutta dalla morte dei genitori, avvenuta per mano di una misteriosa creatura nota come "Patchman": nessuno, tuttavia, crede alla storia raccontata dal piccolo Arago, ed il caso viene presto archiviato. Anni dopo, Ewan diventa un poliziotto, stimato e rispettato, mentre Arago non sa darsi pace per quello che è avvenuto, alla continua ricerca di una vendetta impossibile contro un avversario che, forse, non è mai esistito all'infuori della sua mente.
Le cose, però prendono una piega inaspettata quando i due fratelli si incontrano nuovamente, e quando Patchman fa di nuovo la sua comparsa a Londra, fermamente intenzionato a macchiare nuovamente di sangue le strade della città. Il suo vero obiettivo, tuttavia, è lo stesso Arago, l'unico che riesca a sostenere all'interno del proprio corpo il misterioso e terribile potere della creatura.

## Personaggi
Arago Hunt (アラゴ・ハント?, Arago Hanto)
Il protagonista della storia, impegnato nella continua, quanto disperata, ricerca del Patchman, in maniera da vendicare la fine dei suoi genitori. Successivamente, verrà quasi ucciso dallo stesso Patchman, il quale gli salva inaspettatamente la vita, in maniera da utilizzare il suo corpo per i suoi scopi. Arago possiede, infatti, la singolare capacità di sostenere il potere di Brionac senza riportare alcun tipo di danno. Tuttavia, ciò avviene a costo della vita di suo fratello Ewan, che muore in seguito alle ferite riportate, mentre Arago, forte di una parte di Brionac riesce, apparentemente, a sconfiggere Patchman. Questa serie di eventi porta il ragazzo a cambiare vita e ad entrare nel corpo di Scotland Yard, sia per onorare la promessa fatta ad Ewan, in punto di morte, di non sprecare la propria esistenza, sia perché convinto di aver finalmente completato la sua vendetta. Brionac, oltre a fornirgli il potere di combattere ad armi pari con i suoi misteriosi avversari, gli permetterà di percepire sia le aure delle persone intorno a lui, sia la presenza una miriade di strane creature che, normalmente, l'occhio umano non è in grado di vedere.
Ewan Hunt (ユアン・ハント?, Yuan Hanto)
Il fratello di Arago, il quale, al contrario di lui, ha tentato di dimenticare la morte dei suoi genitori e di andare avanti, convincendosi che il Patchman fu solo un'illusione dovuta al forte shock, nonostante lui stesso porti un'enorme cicatrice sul braccio provocata dalla terribile creatura. Anni dopo, incontrerà nuovamente suo fratello a Londra, ritrovandolo impegnato nella ricerca della misteriosa creatura. A causa di ciò, Ewan rimprovera il fratello, poiché egli sta gettando al vento la sua esistenza pensando solo ai morti e rincorrendo un'illusione. Arago soffre di un velato senso di inferiorità nei suoi confronti, in quanto pensa che Ewan gli sia sempre stato superiore in tutto. Tale percezione si rivelerà del tutto errata, poiché anche Ewan ha sempre provato, a sua volta, invidia per il coraggio e la determinazione del fratello. Quando I due fratelli Hunt rischiano la vita nel tentativo di prendere il Patchman, alcune parti di Ewan vengono utilizzate per "riparare" Arago: a causa di ciò, Ewan muore tragicamente.
Rio Butler (リオ・バトラー?, Rio Batorā)
Amica di infanzia dei fratelli Hunt. Nata da padre inglese e madre giapponese, viene costantemente presa in giro da bambina a causa delle sue origini, difesa solo dai piccoli Ewan ed Arago, con i quali riesce a fare amicizia. Sembra essere innamorata da sempre di Ewan, mentre matura del rancore verso Arago, che considera un egoista irresponsabile che non tiene conto dei sentimenti delle persone. Nel corso della serie, tuttavia, il rapporto tra i due migliorerà.
Patchman (パッチマン?, Patchiman)
Il terribile depositario dello spaventoso potere di Brionac, la lancia di luce, uno dei quattro tesori dell'Irlanda. È un orribile mostro, coperto costantemente da un cappuccio al di sotto del quale può essere intravista una pelle rovinata e rattoppata, come se il suo potere avesse irrimediabilmente distrutto il suo corpo dopo anni di utilizzo smodato. Neanche i suoi veri obiettivi sono ancora noti, anche se pare sia intenzionato a riunire i restanti tesori dell'Irlanda.
Joe Sullivan (ジョー・サリバン?, Jō Sariban)
Ispettore di Scotland Yard e futuro mentore di Arago, di cui apprezzerà inizialmente il grande intuito, senza sapere come esso sia causato dalla capacità di vedere le emozioni delle persone sotto forma di aura. Da giovane era ossessionato dall'obiettivo di catturare Patchman, responsabile della morte del suo partner Rupert.
Seth Stringer (セス・ストリンガー?, Sesu Sutoringā)
È il primo vero antagonista di Arago, anche lui alla ricerca di Brionac. Inizialmente, finge di essere solamente un ragazzino preso di mira dai bulli, mostrando solo successivamente la sua vera personalità disturbata e sociopatica. Seth ha firmato una sorta di patto con il demone Orca (creazione di William Blake) che gli fornisce il controllo del vento. Dopo il ritorno di Patchman, si allea temporaneamente con Arago per impedire al mostro di impossessarsi del potere di Brionac prima che possa farlo lui.
Coco Sullivan (ココ・サリバン?, Koko Sariban)
La figlia di Rupert, lasciata orfana dopo la sua morte e quindi adottata da Joe Sullivan. Era una compagna più giovane al corso di polizia frequentato anche da Arago. In seguito, diventa un'addestratrice cinofilia ed il suo compagno inseparabile si chiama Colo. Si presume sia innamorata di Arago.
Lucian Gardner (ルシアン・ガードナー?, Rushian Gādonā)
Il cavaliere verde. Come arma usa una chitarra elettrica ed il potere dell'elettricità statica. Ha una iena come animale da compagnia, di nome Hades. Lucian faceva parte di una band, ma dopo essere finito in prigione ed essere stato tradito dai suoi ex compagni, viene accolto da Patchman, diventando così il primo dei quattro cavalieri.
Simon Croteaux (サイモン・クロトー?, Saimon Kurotō)
Il cavaliere nero. Il suo potere consiste nel legare la materia a livello cellulare, che sia essa vivente o meno, dando vita a mostri per metà umani, o animali, e per metà macchine. In passato, era un dottore che cercava di salvare una giovane paziente da una grave malattia ma, dopo il suicidio di quest'ultima, si ritiene responsabile per averle dato false speranze, unendosi al gruppo del Patchman.
Hugh Weissman (ヒュー・ヴァイスマン?, Hyū Vaisuman)
Il cavaliere bianco. Ha la capacità di scagliare oggetti a grande velocità, materializzando il suo potere sotto forma di arco. Ha una striscia nera sull'occhio destro. In passato, era un soldato fortemente legato alla sua squadra, ma a causa di un errore compiuto da un aereo amico, risultò essere l'unico superstite dell'incidente. Il responsabile di esso, tuttavia, in quanto figlio di un ufficiale di alto grado, non subì alcuna condanna. Sentendosi tradito dalla società per la quale aveva rischiato la vita, Weissman accettò l'offerta del Patchman di diventare cavaliere.
Scarlet Lavey (スカーレット・ラヴィ?, Sukāretto Ravui)
Il cavaliere rosso. È una liceale in grado di controllare il fuoco, oltre ad essere dotata di una forza straordinaria. A causa delle continue molestie subite da parte del compagno di sua madre, che subiva violenze a sua volta, Scarlet matura l'intento di ucciderlo, per poi scoprirlo già morto a causa del Patchman. Nonostante ciò la madre, che era sopravvissuta ed era stata portata in ospedale, la accusò dell'omicidio e la aggredì senza motivo. Per questo motivo, Scarlet dette fuoco alla casa decise di unirsi al Patchman.
Ozwell Miller (オズウェル・ミラー?, Ozueru Mirā)
L'ultimo degli Albion, il corpo scelto di soldati della Regina. Si occupa di eliminare i mostri, anche se non possiede alcun potere. La sua missione principale è proteggere Arago. Come arma usa un corno di unicorno.

## I quattro tesori
Secondo la leggenda, sono i quattro oggetti magici portati dai Tuatha Dé Danann in Irlanda: la loro forza era spaventosa e, grazie a loro, nessuno fu in grado di fermare l'antico popolo nella sua invasione del territorio dell'Eire, che venne spartito in quattro parti, ognuna delle quali dominata da un Re, il quale fungeva anche da custode di uno dei tesori:
- Claihm Solais, la spada di luce, brandirla voleva dire avere il potere di sconfiggere ogni avversario:
- Lia Fail, la pietra del fato, il seggio destinato al dominatore assoluto dell'Irlanda.
- La lancia di Lug, la cui punta era talmente calda da dover essere riposta costantemente in acqua.
- Il calderone di Dagda

## Pubblicazione
Il manga, scritto e disegnato da Takahiro Arai, è stato serializzato dal 22 dicembre 2009 al 21 settembre 2011 sulla rivista Weekly Shōnen Sunday edita da Shōgakukan. I capitoli sono stati raccolti in 9 volumi tankōbon pubblicati dal 18 marzo 2010 al 18 gennaio 2012.
In Italia la serie è stata annunciata durante il Lucca Comics & Games 2011 da Edizioni BD che l'ha pubblicata sotto l'etichetta J-Pop dal 22 settembre 2012 al 20 luglio 2013.

### Volumi
| Nº | Data di prima pubblicazione | Data di prima pubblicazione | Data di prima pubblicazione | Data di prima pubblicazione |
| Nº | Giapponese                  | Giapponese                  | Italiano                    | Italiano                    |
| -- | --------------------------- | --------------------------- | --------------------------- | --------------------------- |
| 1  | 18 marzo 2010               | ISBN 978-4-09-122228-2      | 22 settembre 2012           | ISBN 978-88-6634-348-6      |
| 2  | 18 giugno 2010              | ISBN 978-4-09-122326-5      | 10 novembre 2012            | ISBN 978-88-6634-305-9      |
| 3  | 17 settembre 2010           | ISBN 978-4-09-122528-3      | 22 dicembre 2012            | ISBN 978-88-6634-326-4      |
| 4  | 17 dicembre 2010            | ISBN 978-4-09-122700-3      | 31 gennaio 2013             | ISBN 978-88-6634-327-1      |
| 5  | 18 marzo 2011               | ISBN 978-4-09-122799-7      | 28 febbraio 2013            | ISBN 978-88-6634-429-2      |
| 6  | 17 giugno 2011              | ISBN 978-4-09-123004-1      | 30 marzo 2013               | ISBN 978-88-6634-485-8      |
| 7  | 16 settembre 2011           | ISBN 978-4-09-123247-2      | 25 maggio 2013              | ISBN 978-88-6634-509-1      |
| 8  | 18 novembre 2011            | ISBN 978-4-09-123388-2      | 22 giugno 2013              | ISBN 978-88-6634-535-0      |
| 9  | 18 gennaio 2012             | ISBN 978-4-09-123518-3      | 20 luglio 2013              | ISBN 978-88-6634-554-1      |

## Accoglienza
Roberto Addari di MangaForever recensì il primo volume e affermò che l'autore riusciva a sviluppare un manga d'azione e mistero per ragazzi che nonostante non si distaccasse molto dai canoni del genere, si rivelava godibile grazie a una narrazione studiata con meticolosità e a diversi colpi di scena tutt'altro che scontati. La storia scorreva velocemente grazie alle numerose sequenze d'azione di buon impatto scenografico che non risparmiava le scene più cruente ma era carente nei passaggi più drammatici e tragici un po' manieristici ma tutt'altro che stucchevoli o pesanti. L'ambientazione londinese e la mitologia soprannaturale anglosassone rendevano la serie originale e in grado di aggiungere un'importante atmosfera al mistero delle vicende. Lo stile di disegno è stato ritenuto moderno e ben riconoscibile, rielaborato con freschezza e dinamismo, mentre era buona e particolareggiata la ricostruzione degli sfondi della città di Londra.